# Tatopani (Jumla)
Tatopani (nep. तातोपानी, trl. Tātopānī, trb. Tatopani) – gaun wikas samiti w zachodniej części Nepalu w strefie Karnali w dystrykcie Jumla. Według nepalskiego spisu powszechnego z 2001 roku liczył on 660 gospodarstw domowych i 3529 mieszkańców (1748 kobiet i 1781 mężczyzn).